# الحزب الشيوعي المولدوفي
الحزب الشيوعي في جمهورية مولدوفا ((بالرومانية: Partidul Comuniștilor din Republica Moldova (PCRM)‏، هو حزب شيوعي في مولدوفا بقيادة فلاديمير فورونين. إنه الحزب الشيوعي الوحيد الذي حصل على أغلبية في الحكومة في دول ما بعد الاتحاد السوفيتي. وهو جزء من حزب اليسار الأوروبي.

## التاريخ
تم تسجيل الحزب كحزب سياسي في عام 1994. وكان جزءًا من جبهة القوى الوطنية الشعبية في وقت الانتخابات الرئاسية عام 1996، حيث اُختير فورونين كمرشح للتحالف وفاز بنسبة 10.3 ٪ من الأصوات، واحتل المركز الثالث. دعم الحزب بيترو وتشنسكي في الجولة الثانية من الانتخابات، وبعد فوز وتشنسكي، تم منح الحزب منصبين في الحكومة.

### انتخابات 1998

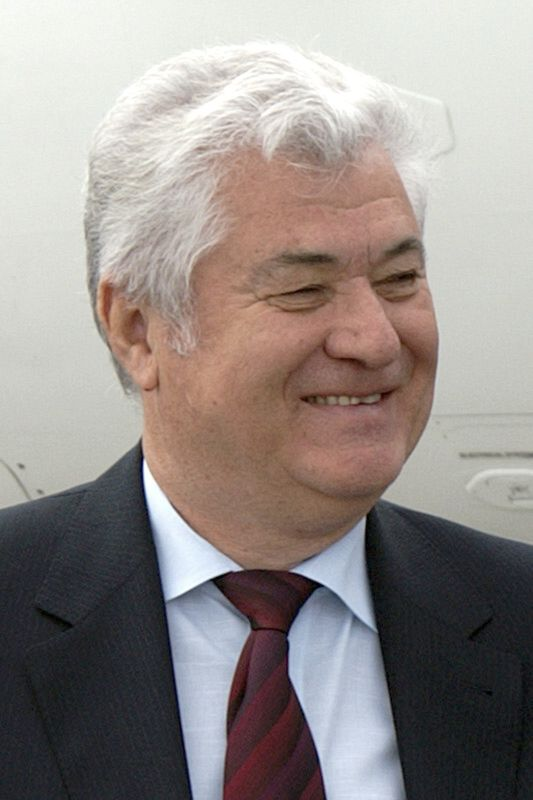
كان فلاديمير فورونين رئيسًا لمولدوفا وأبرز شخصية للحزب

في الانتخابات البرلمانية في مارس 1998، فاز الحزب بـ 30.1 ٪ من الأصوات و40 مقعدًا، ليصبح أكبر حزب في البرلمان. دعا في برنامجه إلى «إحياء مجتمع اشتراكي». على الرغم من العرض القوي، إلا أن الحزب لقيَ معارضة بسبب تشكيل حكومة ائتلاف يمين الوسط، (تحالف من أجل الديمقراطية والإصلاح). على الرغم من أن بيترو وتشنسكي رشح فلاديمير فورونين في وقت لاحق كرئيس وزراء مولدوفا في أواخر عام 1999، إلا أن الترشيح لم ينجح لأن فورونين لم يكن لديه ما يكفي من الدعم في البرلمان.

### انتخابات 2001
حصل الحزب على 49.9 ٪ من الأصوات في الانتخابات البرلمانية في فبراير 2001 ، وفاز بـ 71 من أصل 101 مقعدًا في البرلمان. مع الأغلبية البرلمانية للحزب، تم انتخاب فورونين رئيسًا من قبل البرلمان في أبريل 2001. وقضت المحكمة الدستورية بأن الرئيس يمكنه أيضًا قيادة حزب سياسي، وأعيد انتخاب فورونين كزعيم للحزب.

### انتخابات 2005
بصفته الحزب السياسي الحاكم في مولدوفا، فقد فاز في الانتخابات البرلمانية المولدوفية لعام 2005، وزود الرئيس فلاديمير فورونين، ورئيس الوزراء، زينيدا غريسيانيي، ورئيس البرلمان المولدوفي ماريان لوبو. تحت حكم فورونين، خصخصت العديد من الصناعات المملوكة للدولة والتي حكمت بطريقة متعددة الأحزاب.

### انتخابات 2009

الأصوات التي حصل عليها الحزب الشيوعي في انتخابات أبريل 2009 حسب المقاطعة والبلدية

بعد انتخابات أبريل 2009 والاضطرابات المدنية، أصبح المناخ في مولدوفا شديد الاستقطاب. فشل البرلمان في انتخاب رئيس جديد . ولهذا السبب، تم حل البرلمان وإجراء انتخابات مبكرة. في انتخابات 29 يوليو حصل الحزب الشيوعي على 44.7٪ من الأصوات. أعطى ذلك الحزب الحاكم السابق 48 نائبا، ووزعت المقاعد الـ 53 المتبقية في الغرفة التي تضم 101 عضوا على أربعة أحزاب معارضة، التحالف من أجل التكامل الأوروبي. وللمرة الأولى منذ عام 2001 ، دخل الشيوعيون في المعارضة.

### انتخابات 2010
بعد فشل البرلمان في انتخاب رئيس جديد للجمهورية، تم إجراء انتخابات مبكرة . في الانتخابات، حصل الحزب الشيوعي على 39.34 ٪ من الأصوات، وفاز بـ 42 مقعدًا، وخاض مرة أخرى معارضة لتحالف التكامل الأوروبي. في عام 2011 غادر إيغور دودون وزينيدا غريسيانيي الحزب وانضموا إلى الحزب الاشتراكي في جمهورية مولدوفا.

### انتخابات 2014
شهدت الانتخابات البرلمانية لعام 2014 هزيمة كبيرة للحزب الشيوعي، الذي حصل على 17.48 ٪ فقط من الأصوات، وخسر أكثر من نصف ناخبيه إلى الحزب الاشتراكي وانتخب 21 مقعدًا. بعد الانتخابات، وافق الحزب على منح الثقة والتموين لمجلس الوزراء الجديد في غابوريسي. في يونيو 2015، تم نقض الاتفاقية وعاد الحزب الشيوعي إلى المعارضة.

### انتخابات 2019
في الانتخابات البرلمانية لعام 2019، انهار الحزب الشيوعي، وحصل على 3,75 ٪ فقط من الأصوات وفقد كل التمثيل في البرلمان.

## أيديولوجيا
ووفقاً لنظامها الأساسي المعتمد في عام 2008 ، المادة 1 ، فإن الحزب الشيوعي في جمهورية مولدوفا هو «الخلف القانوني ووريث الحزب الشيوعي لمولدافيا [السوفياتي] سواء من حيث الأفكار والتقاليد».
بينما يتبنى رسميا العقيدة الشيوعية اللينينية، هناك جدل حول سياساتهم. تعتبر مجلة الإيكونوميست أنها حزب يمين الوسط، الشيوعي فقط بالاسم، في حين يجادل العالم السياسي الروماني فلاديمير تيسمانيانو بأن الحزب شيوعي بالمعنى الكلاسيكي، لأنه لم يتغير كثيرًا منذ سقوط الاتحاد السوفيتي . يرجع أستاذ العلوم السياسية أيون مارانديسي، قصة نجاح الحزب الشيوعي في مولدوفا إلى قدرة الشيوعيين لجذب أصوات الأقليات العرقية والرومانية الناطقين. بدأ تراجع الشيوعيين بعد أن غادر ماريان لوبو، وهو شخصية رئيسية في السياسة المولدوفية الحزب الشيوعي وانضم إلى الحزب الديمقراطي، وبذلك جلب معه أنصار الشيوعيين المولدوفيين. يعارض الحزب بشدة أي حركة الوحدة الرومانية الملدوفية.

## آخر برنامج انتخابي مقترح
للفترة الحالية من الحكم، حدد PCRM الأهداف التالية للبلد:
- جودة حياة جديدة ؛
- التحديث الاقتصادي ؛
- التكامل الأوروبي؛
- توطيد المجتمع.

## نتائج الانتخابات

### البرلمان
| سنة الانتخاب | # من مجموع الأصوات | ٪ من إجمالي الأصوات | عدد المقاعد | +/–  |
| ------------ | ------------------ | ------------------- | ----------- | ---- |
| 1998         | 487.002            | 30.01               | 40 / 101    |      |
| 2001         | 794808             | 50.07               | 71 / 101    | ▲ 31 |
| 2005         | 716336             | 45.98               | 56 / 101    | ▼ 15 |
| 2009 (أبريل) | 760551             | 49.48               | 60 / 101    | ▲ 4  |
| 2009 (يوليو) | 706,732            | 44.69               | 48 / 101    | ▼ 12 |
| 2010         | 677,069            | 39.34               | 42 / 101    | ▼ 6  |
| 2014         | 279,372            | 17.48               | 21 / 101    | ▼ 21 |
| 2019         | 53,172             | 3.75                | 0 / 101     | ▼ 21 |